# Matti Olsen
Matti Olsen (Copenaghen, 17 giugno 1995) è un calciatore danese, difensore del Hvidovre.

## Carriera
Cresciuto nelle giovanili del Copenaghen e del Nordsjælland, si trasferisce all'AB nel 2011. Debutta con i professionisti il 17 agosto 2014, nella sconfitta per 1-0 in casa dell'Horsens.    
Il 20 giugno 2019 firma con l'Hvidovre in 1. Division. Nel luglio del 2023 debutta in Superligan perdendo 1-0 contro il Midtjylland.

## Statistiche

### Presenze e reti nei club
Statistiche aggiornate al 16 maggio 2024.
| Stagione        | Squadra         | Campionato      | Campionato | Campionato | Coppe nazionali | Coppe nazionali | Coppe nazionali | Coppe continentali | Coppe continentali | Coppe continentali | Altre coppe | Altre coppe | Altre coppe | Totale | Totale |
| Stagione        | Squadra         | Comp            | Pres       | Reti       | Comp            | Pres            | Reti            | Comp               | Pres               | Retin              | Comp        | Pres        | Reti        | Pres   | Reti   |
| --------------- | --------------- | --------------- | ---------- | ---------- | --------------- | --------------- | --------------- | ------------------ | ------------------ | ------------------ | ----------- | ----------- | ----------- | ------ | ------ |
| 2014-2015       | AB              | 1D              | 17         | 0          | CD              | 1               | 0               | -                  | -                  | -                  | -           | -           | -           | 18     | 0      |
| 2015-2016       | AB              | 1D              | 0          | 0          | CD              | 1               | 0               | -                  | -                  | -                  | -           | -           | -           | 1      | 0      |
| 2016-2017       | AB              | 1D              | 29         | 0          | CD              | 2               | 0               | -                  | -                  | -                  | -           | -           | -           | 31     | 0      |
| 2017-2018       | AB              | 2D              | 11+14      | 0+1        | CD              | 2               | 1               | -                  | -                  | -                  | -           | -           | -           | 27     | 2      |
| 2018-2019       | AB              | 2D              | 22+10      | 3+1        | CD              | 2               | 0               | -                  | -                  | -                  | -           | -           | -           | 34     | 4      |
| Totale AB       | Totale AB       | Totale AB       | 79+24      | 3+2        |                 | 8               | 1               |                    | -                  | -                  |             | -           | -           | 111    | 6      |
| 2019-2020       | Hvidovre        | 1D              | 31         | 3          | CD              | 3               | 1               | -                  | -                  | -                  | -           | -           | -           | 34     | 4      |
| 2020-2021       | Hvidovre        | 1D              | 22+9       | 0          | CD              | 4               | 0               | -                  | -                  | -                  | -           | -           | -           | 35     | 0      |
| 2021-2022       | Hvidovre        | 1D              | 21+10      | 0          | CD              | 5               | 0               | -                  | -                  | -                  | -           | -           | -           | 36     | 0      |
| 2022-2023       | Hvidovre        | 1D              | 20+10      | 2+1        | CD              | 1               | 0               | -                  | -                  | -                  | -           | -           | -           | 31     | 3      |
| 2023-2024       | Hvidovre        | SL              | 19+9       | 0          | CD              | 3               | 0               | -                  | -                  | -                  | -           | -           | -           | 31     | 0      |
| Totale Hvidovre | Totale Hvidovre | Totale Hvidovre | 113+38     | 5+1        |                 | 16              | 1               |                    | -                  | -                  |             | -           | -           | 167    | 7      |
| Totale carriera | Totale carriera | Totale carriera | 192+62     | 8+3        |                 | 24              | 2               |                    | -                  | -                  |             | -           | -           | 278    | 13     |

## Palmarès

### Club

#### Competizioni nazionali
- 2. Division: 1

AB: 2015-2016